# Караагаш (Каркаралинский район)
Караагаш (каз. Қараағаш) — село в Каркаралинском районе Карагандинской области Казахстана. Входит в состав Темиршинского сельского округа. Код КАТО — 354879300.

## Население
В 1999 году население села составляло 363 человека (189 мужчин и 174 женщины). По данным переписи 2009 года, в селе проживало 375 человек (203 мужчины и 172 женщины).